# Firepower-Betrugsskandal
Dieser Artikel wurde aufgrund inhaltlicher und/oder formaler Mängel auf der Qualitätssicherungsseite des Portals Wirtschaft eingetragen. 
Du kannst helfen, indem du die dort genannten Mängel beseitigst oder dich an der Diskussion beteiligst.
Beim Firepower-Betrugsskandal handelt es sich um einen der spektakulärsten und größten Betrugsskandale der australischen Geschichte.
Tim Johnston, Chef der wenig bekannten Technologiefirma Firepower, behauptete, einen Stoff gefunden zu haben, mit dem Motoren den Treibstoff effizienter verbrennen können. Regierungen in der ganzen Welt interessierten sich für die „Wunderpille“ und die australische Regierung förderte das Unternehmen. So verkündete die australische Botschaft die Sensation weltweit. Durch die so erzeugte Aufmerksamkeit gelang es Johnston bei interessierten Anlegern 100 Millionen Dollar einzusammeln. Da der Wunderstoff jedoch nicht existierte, wurde das Geld von Johnston auch nicht investiert, sondern auf den British Virgin Islands, einer Steueroase versteckt. Firepower ging 2007 bankrott.
Der Skandal wurde von dem australischen Journalisten Gerard Ryle, der für die australische Zeitung The Sydney Morning Herald arbeitete, aufgedeckt und in dem Buch Firepower: The Most Spectacular Fraud in Australian History. verarbeitet.